# NGC 963
NGC 963 = IC 1808 ist eine irreguläre Zwerggalaxie vom Hubble-Typ Irr im Sternbild Walfisch südlich der Ekliptik. Sie ist schätzungsweise 66 Millionen Lichtjahre von der Milchstraße entfernt und hat einen Durchmesser von etwa 15.000 Lj.
Das Objekt wurde im Jahr 1886 von Francis Preserved Leavenworth mithilfe eines 26-Zoll-Teleskops entdeckt.